# Vilhelm Rosenqvist

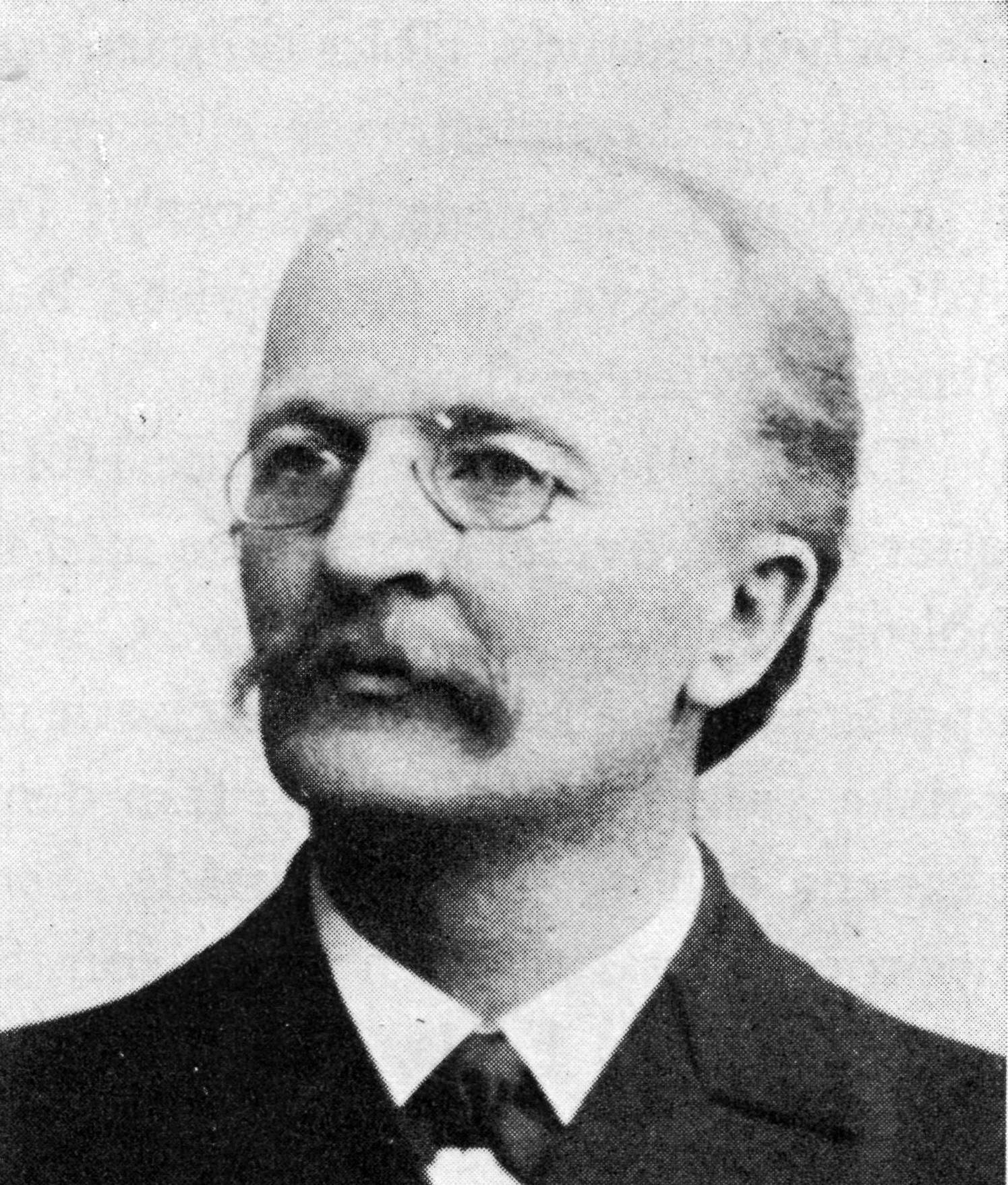
V.T. Rosenqvist.

Vilhelm Theodor (V.T.) Rosenqvist, född 14 oktober 1856 i finska Lappträsk, död 26 oktober 1925 i Helsingfors, var en finländsk skolman, skriftställare och politiker. Han var bror till teologen Gustaf Rosenqvist.
Rosenqvist blev 1876 student vid Kejserliga Alexanders Universitetet i Finland i Helsingfors, 1881 filosofie kandidat, 1882 filosofie magister. Vid Vasa svenska lyceum blev han 1886 lektor i religion och 1895 rektor. Vid Svenska normallyceum i Helsingfors blev han 1898 överlärare i religion och 1900 rektor. Han utnämndes 1907 till teologie hedersdoktor och blev 1911 medlem av styrelsen för Svenska litteratursällskapet i Finland. Vid Skolstyrelsen blev han 1918 skolråd och 1920 chef för dess svenska avdelning. Han fick 1920 professors titel och blev teologie doktor.
Från år 1900 var han redaktör för "Tidskrift utgifven af Pedagogiska föreningen i Finland", i vilken han också skrev många artiklar. Han har skrivit läroböcker samt skolhistoria och biografier.
Vid de finländska lantdagarna 1899, 1900 och 1904-1905 var Rosenqvist representant i prästeståndet, vald av Åbo stifts skollärare. Vid lantdagarna 1907 och 1908 invaldes han som medlem av Svenska folkpartiet. Han var även verksam i kommunalpolitiken i Helsingfors.